# Uruguay en los Juegos Olímpicos de Seúl 1988
Uruguay estuvo representado en los Juegos Olímpicos de Seúl 1988 por un total de 15 deportistas, 14 hombres y una mujer, que compitieron en 8 deportes.
El portador de la bandera en la ceremonia de apertura fue el remero Jesús Posse. El equipo olímpico uruguayo no obtuvo ninguna medalla en estos Juegos.